# Andi Gees
Andi Gees (eigentlich: Andreas Gees; * 1. Juni 1975 in Igis) ist ein Schweizer Bobpilot.

## Erfolge
Saison 2001–02
- Schweizer Meister 4er-Bob mit Reto Götschi

Saison 2002–03
- Siege in verschiedenen Europacuprennen mit Ralph Rüegg

Saison 2003–04
- Schweizer Meister 2er-Bob mit Reto Götschi
- Schweizer Meister 4er-Bob mit Ralph Rüegg
- 3. Rang Gesamtweltcup 4er-Bob mit Ralph Rüegg

Saison 2004–05
- Schweizer Meister 2er-Bob mit Martin Annen
- Schweizer Meister 4er-Bob mit Martin Annen
- 1. Rang Weltcup-Rennen 4er-Bob in Cortina mit Martin Annen
- 1. Rang Weltcup-Rennen 4er-Bob in Torino mit Martin Annen
- 2. Rang Gesamtweltcup 4er-Bob mit Martin Annen